# Reginald Mobley
Reginald Mobley es un contratenor de relevancia internacional nacido en Gainesville, Florida el 21 de octubre de 1977
Estudió en la Universidad de Florida donde se unió al coro universitario, cantando originalmente como tenor. Se perfeccionó con  Jean-Ronald LaFond y en Florida State University en Tallahassee con Roy Delp.
Desde 2005 ha cantado durante años con el grupo Seraphic Fire de Miami y en Boston conoció a Sir John Eliot Gardiner que lo contrató para actuar en su grupo Monteverdi Choir y los English Baroque Soloists.
Nominado para un Premio Grammy ha cantado con las orquestas de Nueva York, Boston, Saint Paul, Hamburgo, etc y grupos como Dartmouth Handel Society, Apollo’s Fire, Vox Early Music, Portland Baroque Orchestra, North Carolina Baroque Ensemble, Ensemble VIII, San Antonio Symphony, Early Music Vancouver y el Oregon Bach Festival así como Royal Scottish National Orchestra, Academy of Ancient Music, City of Birmingham Symphony Orchestra, Balthasar Neumann Chor & Ensemble, Bach Society en Stuttgart, Chicago Symphony Orchestra, Opera Lafayette, Blue Heron, Chatham Baroque, Washington Bach Consort, Atlanta Baroque Orchestra, Early Music Seattle. Participa en Carmina Burana, El Mesías, y debuta en Carnegie Hall con la Orchestra St Luke’s.
Su repertorio se concentra en música temprana, el barroco, Bach, Charpentier, Handel, Purcell, música contemporánea y negro spirituals.
Mobley canta en la coronación del rey Carlos en 2023 y participa en los BBC Proms londinenses.

## Registros discográficos
- Because, Baptiste Trotignon, ALPHA Classics 936
- Stranger, AVIE RECORDS
- Peace in our time, AGAVE RECORDS VG 1027
- A Lad’s Love, Brian Giebler, BRIDGE 9542
- Bach, St Matthew Passion, Monteverdi Choir, English Baroque Soloists, John Eliot Gardiner
- Queen of Heaven, Agave Baroque
- Bach, Magnificat, Monteverdi Choir, English Baroque Soloists, John Eliot Gardiner